# Molophilus brachythrix
Molophilus brachythrix är en tvåvingeart som beskrevs av Alexander 1969. Molophilus brachythrix ingår i släktet Molophilus och familjen småharkrankar. Inga underarter finns listade i Catalogue of Life.